# Doug Hele

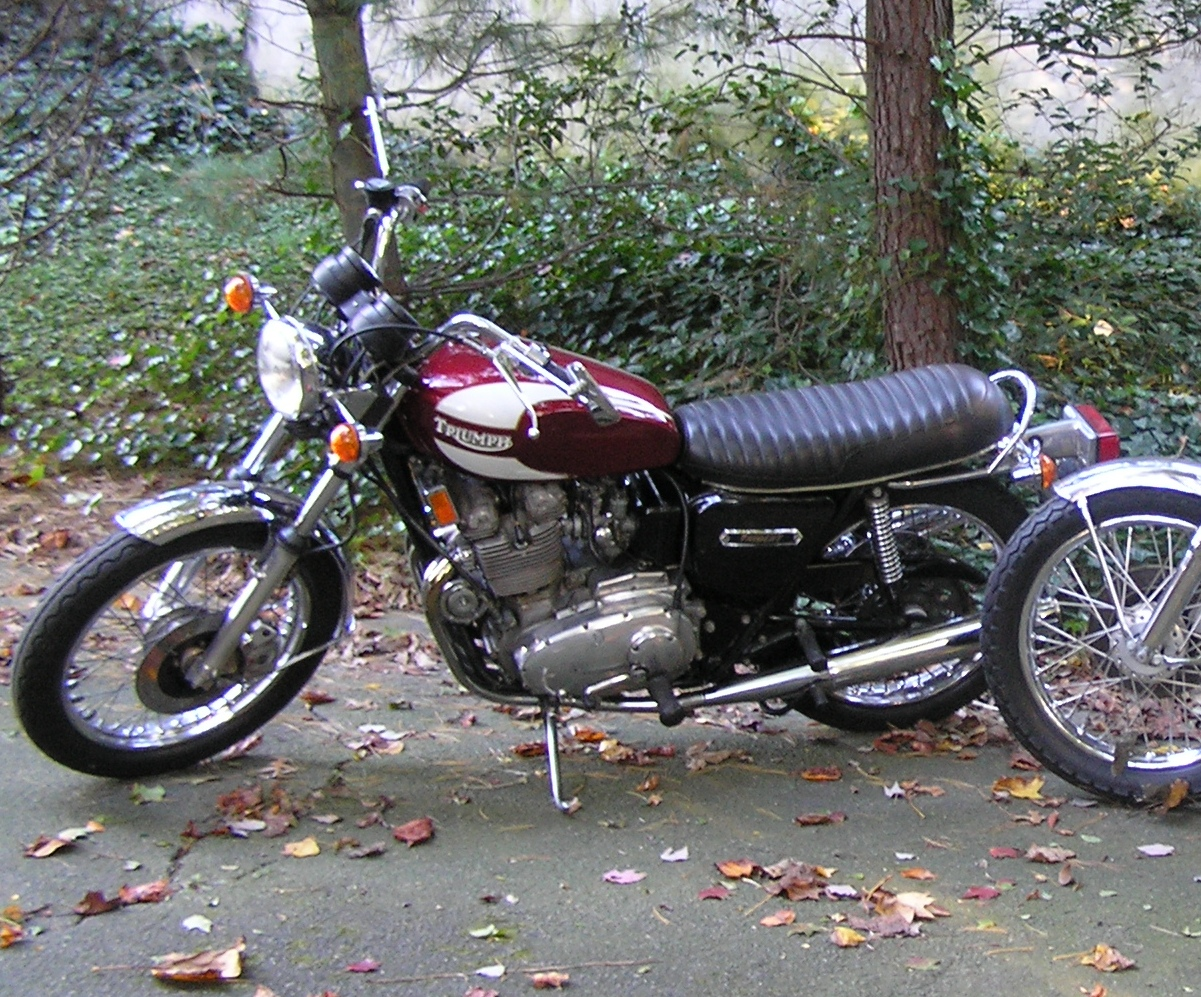
Triumph Trident

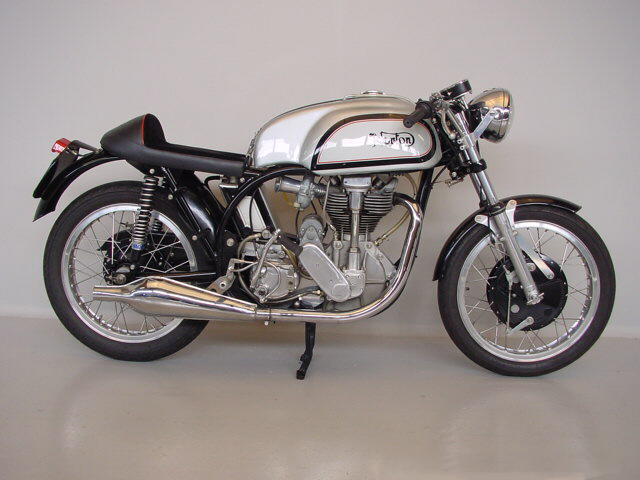
replica 'Norton' roadbike uit 1990s

Douglas Lionel Hele (Birmingham, 13 juli 1919 - Hagley, 2 november 2001) was een Brits ontwerper en constructeur van motorfietsen. Hij werkte onder andere voor Triumph, BSA, Douglas en Norton.
Doug Hele doorliep het voortgezet onderwijs aan de Secondary School in Kings Norton, waar hij als "outstanding student" werd omschreven. Hij begon zijn loopbaan als leerling bij de Austin fabriek in Longbridge (Birmingham), waar hij gedurende de Tweede Wereldoorlog werkte. Daarna vertrok hij als technisch tekenaar naar de motorfietsenfabriek van Douglas, waar hij werkte met de topconstructeur Walter Moore. Moore had voor Norton gewerkt, maar in de jaren dertig ook in Duitsland bij NSU. Hij had de succesvolle langsgeplaatste boxermotoren van Zündapp en BMW van nabij meegemaakt en onder zijn leiding werden de Douglas motorfietsen, die nog dwarsgeplaatste boxers hadden, omgebouwd. Moore zag wel in dat er voor Doug Hele meer toekomst lag bij Norton en adviseerde hem daarnaartoe te gaan.
Bij Norton hielp Hele de Poolse ontwerper Leo Kusmicki met de doorontwikkeling van de beroemde Norton Manx en zijn featherbed frame.
Hele werkte ook enige tijd voor BSA waar hij de 250cc-eencilinder BSA MC1-racer ontwikkelde samen met een andere grote constructeur, Bert Hopwood. Al snel ging hij terug naar Norton en de Norton Manx uit 1961 was helemaal van zijn hand. De Norton Manx-eencilinders kregen in wedstrijden steeds meer concurrentie van multicilinders. Norton was intussen onderdeel van Associated Motor Cycles, dat in eigen huis al de snelle 350 cc eencilinder AJS 7R "Boy Racer" had, maar voor de 500cc-klasse moest Hele de Norton Dominator tweecilinder ombouwen tot de Domiracer tweecilinder racer. De machine was redelijk succesvol met een derde plaats in de TT van Man van 1961, maar toen AMC de kosten moest drukken werd het project gestopt en de Boy Racer werd opgeboord en als Matchless G50 ingezet. Matchless was ook onderdeel van AMC. De Domiracer was nog wel succesvol in de Thruxton 500 productierace en dat zette Doug Hele ertoe aan een 650 cc sportmodel te ontwikkelen, dat de Thruxton race nog drie jaar achter elkaar won, waardoor Norton veel broodnodige publiciteit kreeg.
AMC sloot de Norton-fabriek in Birmingham in 1962 en de hele productie werd verplaatst naar de AMC-fabriek in Woolwich. Hele stapte echter over naar de Ford fabriek in Dagenham. Dat was geen succes en al snel ging hij terug naar de motorfietsen door naar de Triumph-fabriek in Meriden te gaan. Zijn eerste project was de verbetering van de Triumph T120 Bonneville 650. Hij ontwierp de Triumph Tiger Daytona, waarmee testrijder Percy Tait in 1969 drie ronden lang vóór Giacomo Agostini wist te blijven tijdens de Grand Prix van Spa-Francorchamps. Toen men zich bij de BSA groep realiseerde dat Honda de viercilinder Honda CB 750 op de markt zou brengen, kreeg Hele de opdracht de BSA A75 Rocket 3/Triumph T150 Trident-modellen uit te werken. Hij had de eerste tekeningen al in 1961 gemaakt, naar een idee van Bert Hopwood. De Trident kon het merk Triumph niet meer redden, maar de machines waren zeer succesvol in de 750cc-races in Europa en de Verenigde Staten. Hopwood vond net als Walter Moore dat Doug Hele meer in zijn mars had, en bekritiseerde de directie van de BSA-groep omdat ze hem niet een meer prominente positie in het bedrijf gaven. Toen de BSA-groep aan het begin van de jaren zeventig in financiële problemen kwam, opging in Norton-Villiers-Triumph en uiteindelijk failliet ging, sloeg Hele een aanbod van een Japanse fabriek af. Hij stapte over naar de buitenboordmotorenfabriek British Seagull in Dorset. Aan het einde van de jaren zeventig werkte hij als freelance ontwerper aan de wankelmotorfietsen van Norton.
- Library of Congress Control Number: nb2017005545
- Virtual International Authority File: 5958148997605659870001
- WorldCat: E39PBJfh4qf9vfbWh6gbfVb8G3